# صفوان عبد الغني محمد
صفوان عبد الغني محمد (مواليد 9 سبتمبر 1983 في العراق)، هو لاعب كرة قدم عراقي سابق. كان يلعب لنادي الشرطة العراقي ومنتخب العراق لكرة القدم.

## روابط خارجية
- صفوان عبد الغني محمد على موقع قاعدة بيانات كرة القدم.إي يو (الإنجليزية)
- صفوان عبد الغني محمد على موقع ناشيونال فوتبول تيمز (الإنجليزية)
- صفوان عبد الغني محمد على موقع كووورة